# Stabilitas loci
Stabilitas loci (frase latina para “estabilidad local”, “estabilidad de lugar” o "atado a un solo lugar"), a veces también llamada simplemente estabilidad, es la adhesión permanente de un monje o una monja a un monasterio en particular. 
El principio de stabilitas loci es una de las piedras angulares del monaquismo occidental introducido por la Regla de San Benito en el siglo VI. Aparece en las órdenes de espíritu benedictino (benedictinos, cistercienses, trapenses) y aparece y es alabada incluso en la profesión de los premonstratenses.
En la Regla de San Benito,  en la fórmula de profesión benedictina, se señala: 
"El que va a ser admitido prometa en el oratorio delante de todos estabilidad, conversión de sus costumbres y obediencia ante Dios y sus santos..."

## Historia
En el siglo VI, se exigía a los monasterios que albergaran a los presuntos hermanos, pero los monjes ambulantes solían ir de un monasterio a otro, incluso se decía que cambiaban de monasterio según les gustaba la comida. Esta práctica fue vista con recelo por San Benito y en el primer capítulo de la Regla habla de cuatro clases de monjes: cenobitas, anacoretas, sarabaítas y giróvagos o "monjes errantes". Estos últimos
"Se pasan la vida girando por diversos países, hospedándose tres o cuatro días en cada monasterio, siempre están de viaje, nunca estables, sirven a su propia voluntad y a los placeres de la gula".
San Benito pensaba que este tipo de viajeros que pasaban de un monasterio a otro traían descrédito a la profesión monástica.
Se excluye de esta forma de vida monástica a los cenobitas (es decir, los que viven en un monasterio y militan bajo una regla y un abad), atando a cada monje al primer monasterio donde entraba, pasando allí toda su vida. Sin embargo, la regla establece los casos en que se pueden acomodar monjes externos como invitados, o incorporarlos a la comunidad bajo petición. Se puede transferir a otro monasterio bajo las Constituciones, pero al igual que con una nueva fundación o una permanencia en otro monasterio de la Orden. 
Los monjes benedictinos no profesan los votos de pobreza, castidad y obediencia, aunque se comprometen a la obediencia ("El primer grado de humildad es una obediencia sin demora."). Prometen votos de stabilitas loci y de conversio morum (cambio de comportamiento, estilo de vida monástica, comportarse propiamente como un monje).  
El voto de stabilitas loci distingue a la Orden Benedictina de las posteriores órdenes mendicantes de los franciscanos, dominicos o carmelitas, cuyos miembros realizan tareas propias características de su orden, especialmente los miembros masculinos, que pueden actuar como predicadores o maestros en las ciudades.
Con la introducción de la stabilitas loci, que ata a la tierra a sus miembros, San Benito transformó a los monasterios en centros estabilizadores de la sociedad, estableciendo una tradición de organización y liderazgo a partir de ese momento, como una consecuencia natural de la cultura romana tomando como base la familia extendida donde todos sus miembros están formalmente conectados en red mediante una organización que la cohesiona.